# Goma laca

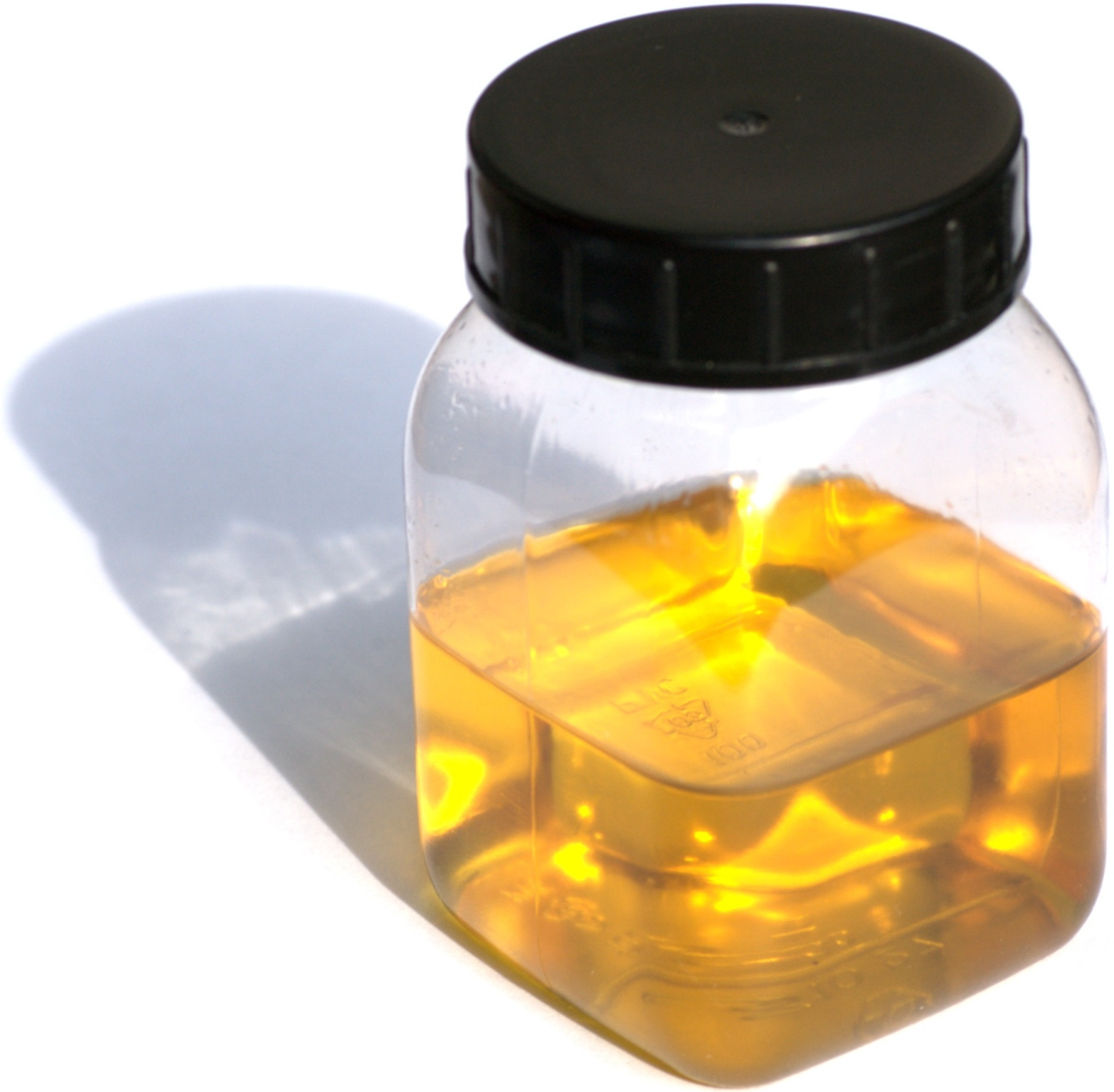
Goma laca líquida.

La goma laca és una substància orgànica que s'obté a partir de la secreció resinosa d'un petit insecte vermell anomenat cuc de la laca (de nom científic coccus lacca, laccifer lacca o kerria lacca) que habita en llocs del sud-est asiàtic com Indonèsia o Sri Lanka. De les diverses varietats comercialitzades, les millors són la goma laca de color carabassa amb forma d'escates fines i translúcides i la goma laca blanca. Tant l'una com l'altra són solubles en alcohol.

## Origen de la goma laca
El cuc de la laca s'alimenta dels arbres on viu, a les selves tropicals del sud-est d'Àsia. Segrega una substància que endureix formant una mena de closca que el pot arribar a embolcallar totalment i causar-li la mort. Els recol·lectors locals recullen les branquetes que n'estan cobertes i en separen les petites "closques". Aquest residu és triturat posteriorment i reduït a grànuls que, ficats en sacs de roba, s'escalfen sobre un foc fins que el material comença a remollir i finalment fon.
L'exsudació és recollida i estirada en fulls molt fins mentre encara és tova. Un cop aquests fulls s'han refredat i endurit són triturats fins que formen escates. Ficades en sacs, les escates són la forma com es comercialitza i s'exporta aquest producte. Se'n distribueix arreu del món. A les adrogueries se'n pot trobar de dissolta en alcohol desnaturalitzat (barreja d'etanol i metanol) en una proporció determinada i presentada en pots de vidre o de metall. També se'n ven en escates, a granel, per a que el comprador i usuari final en faci la solució en alcohol.

## Utilització

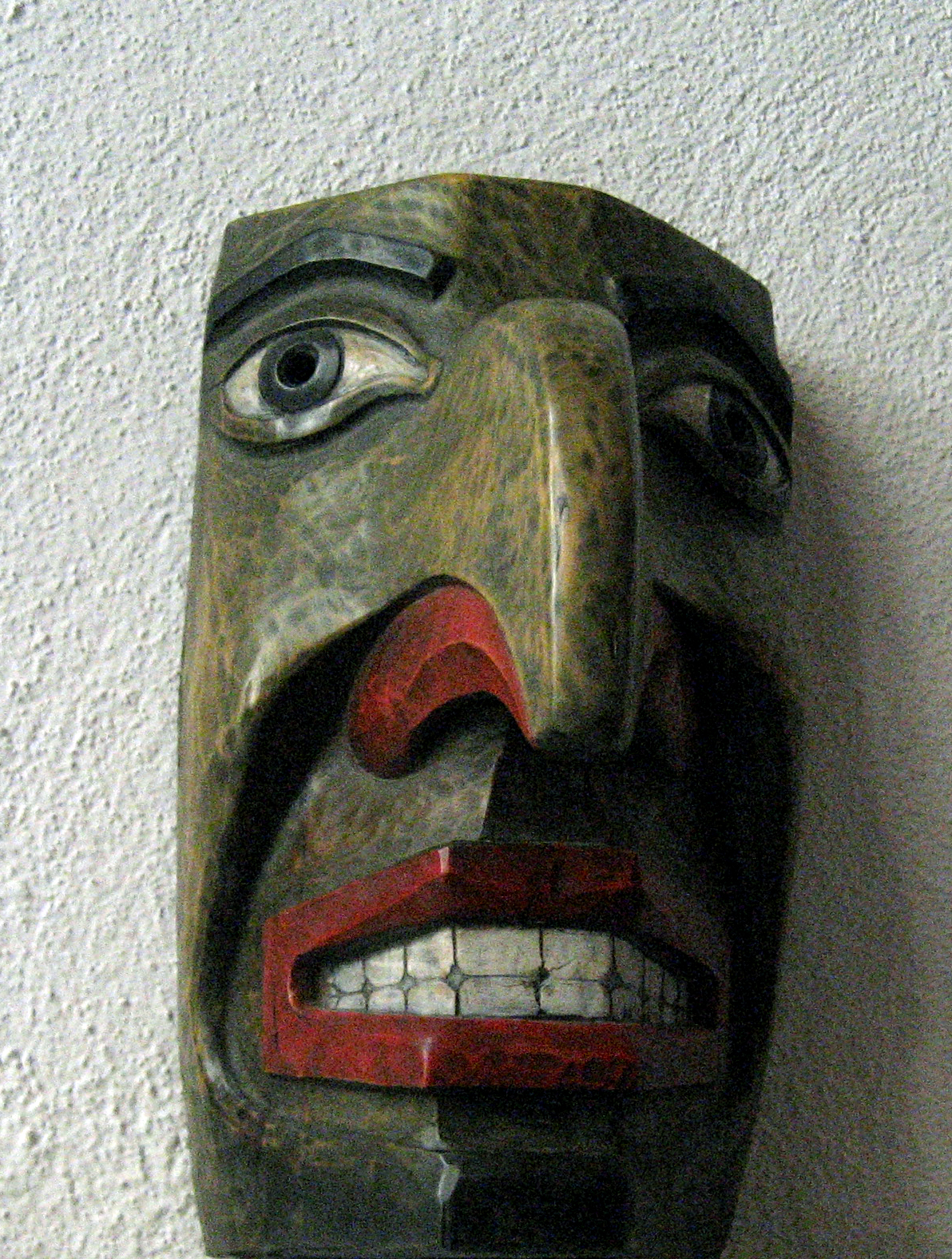
Màscara realitzada per Medina Ayllón, amb la utilització per la seva policromia de goma laca sobre pintura al tremp.

Durant la primera meitat del segle xx la goma laca va ser la base de la indústria del disc d'acetat de 78 rpm. Va ser substituït gradualment per plàstics sintètics (baquelita i, des de 1938, vinil.Tanmateix, la producció de discs de pasta va continuar a la dècada de 1950 a països de l'Oest. Altres països del món van continuar la producció fins a la dècada de 1970. Entre els seus usos s'inclouen articles diversos com ara marcs per a fotografies, miralls, pintes, joies, plaques o pròtesis dentals. Aquests objectes es van fer des de mitjan segle xix fins a l'arribada del plàstic durant la primera meitat del segle xx. Les pàgines en Braille es trobaven també cobertes amb laca per a protegir-les durant la seva manipulació. També s'utilitza a la composició de la tinta xinesa.
L'ús més habitual és per al tractament final de les superfícies de fusta de mobles i d'instruments musicals. És un dels acabaments emprats més d'antic perquè s'asseca ràpidament, protegeix bé i té una llarga durada. Amb el desenvolupament i preparació de vernissos i laques de síntesi industrial, la goma laca ha perdut força popularitat, però encara se'n fa servir, no solament al camp dels acabaments de mobles i objectes de fusta sinó també en altres indústries.
Pot ser utilitzada per a impermeabilitzar superfícies poroses i com a capa aïllant entre capes de pintura en algunes tècniques de belles arts, sobretot a la pintura al tremp; també es fa servir com a fixador per a dibuixos al carbonet i d'altres tipus. Com que és insoluble totalment en essències minerals i en essència de trementina, és molt valorada com a capa aïllant en la pintura decorativa o de parets. Si la goma laca ha estat diluïda moltes vegades, però, perd la propietat d'assecar-se; en aquest cas, val més no desar-ne o emmagatzemar-ne.

### Indústries alimentàries i farmacèutiques
Les seves propietats alcalines s'utilitzen per tal de protegir els medicaments durant el trànsit pel tractus digestiu i no alliberar el principi actiu fins a arribar al lloc que toca (a l'intestí prim o al còlon. A l'agricultura, s'usa per a protegir les pomes que perden la seva cera natural durant la recol·lecció i neteja. Rep el codi E904 com a additiu alimentari. Els vegetarians estrictes eviten d'ingerir aliments amb aquest producte car és d'origen animal i podria contenir petits insectes. La goma laca pot ser un al·lergen per contacte, en aquest cas sol causar irritació de la pell.

## Tipus
- Goma laca ataronjada. El color natural de la goma laca és carabassa transparent i quan s'aplica a una superfície acostuma a alterar-ne lleugerament el to. No és aconsellable d'aplicar goma laca ataronjada en fustes clares si hom vol obtenir un acabat descolorit o natural perquè n'altera notablement el color, ni tampoc aplicar-la de manera desigual perquè s'hi veuran amb claredat les passades superposades; és per això que s'aconsella d'aplicar-la amb monyeca.[6]
- Goma laca blanca. De fet és de color de clara d'ou. Com que és transparent, la superfície de fusta on ha estat aplicada conserva el color natural. Pot utilitzar-se sobre superfícies fosques, però és aconsellable sobretot per a superfícies clares descolorides o tenyides en les quals el to de la fusta ha de quedar tal com és. Ara bé, té alguns desavantatges que la fan desaconsellable en determinades condicions: si hi ha molta humitat té tendència a tornar-se blanca lletosa i fa semblar la superfície vella i bruta. A més a més, a causa dels productes químics emblanquidors que se li afegeixen durant la seva producció, la goma laca blanca no dura tant com la de color carabassa.